# إسحاق هوغر
إسحاق هوغر هو ضابط وسياسي أمريكي، ولد في 19 مارس 1742 في مقاطعة كارولينا ‏ في مملكة بريطانيا العظمى، وتوفي في 17 أكتوبر 1797 في تشارلستون في الولايات المتحدة. انتخب عضو مجلس نواب كارولاينا الجنوبية ‏.